# Persona non grata
Persona non grata (plural: personae non gratae; antônimo: persona grata) é uma expressão em língua latina cujo significado  literal é "pessoa não agradável", "não querida" ou "não bem-vinda". Na  diplomacia, a expressão tem um significado técnico e juridicamente definido, aplicando-se, por exemplo, a um diplomata ou representante estrangeiro considerado inaceitável pelo governo do Estado acreditador — o qual, por isso, não lhe concede o agrément (em português, "concordância", "consentimento", "aceitação").  A recusa formal do agrément raramente acontece. Todavia, informalmente, o Estado acreditante pode usar os canais diplomáticos para comunicar que determinado representante estrangeiro é inaceitável.
Segundo a Convenção de Viena sobre Relações Diplomáticas, artigo 9, um Estado pode "a qualquer momento, e sem ser obrigado a justificar a sua decisão", declarar que um diplomata é persona non grata, i.e., inaceitável, antes ou depois de sua chegada, sendo que, neste último caso, ele deverá retornar ao país de origem. Caso isso não aconteça, o Estado acreditador poderá recusar-se a reconhecê-lo como membro da missão diplomática.
Enquanto a imunidade diplomática protege o corpo de diplomatas da lei local civil e criminal, dependendo do estatuto, segundo os Artigos 41 e 42 da Convenção de Viena, os mesmos estarão vinculados às respectivas leis e regulações nacionais (entre outros aspectos). Estes artigos foram redigidos por forma a permitir a existência da persona non grata que, entretanto, se tornou uma forma de punir membros do corpo diplomático que cometeram infracções. O estatuto é também utilizado para expulsar diplomatas suspeitos de espionagem ("atividades incompatíveis com o seu estatuto"), ou como indicador simbólico de descontentamento (por exemplo, a expulsão da Itália do Primeiro Secretário do Egito, em 1984). Nessas circunstâncias, retaliações ocorreram, especialmente durante a Guerra Fria.
Fora do âmbito da diplomacia, referir-se a alguém como persona non grata equivale a dizer que aquela pessoa não é bem-vinda ou que foi banida do convívio por determinado grupo.